# 1370 Hella
1370 Hella este un asteroid din centura principală, descoperit pe 31 august 1935, de Karl Reinmuth.

## Numele asteroidului
Asteroidul a primit numele în onoarea lui Helene Nowacki, astronomă germană.
Nu trebuie confundat cu un alt asteroid, paronim, 699 Hela.